# 冷陽春
冷陽春（？—？），字心乙，貴州石阡府石阡長官司人，明朝末年至南明政治人物。

## 生平
崇禎十二年（1639年）己卯科貴州鄉試舉人。永曆年間任晉寧州知州，孫可望兵將至，與舉人段伯美登城拒守。城破，二人皆死。